# Ярославна Галицька
Ярославна Галицька — угорська королева, одружена з угорським королем Стефаном III. Вона була донькою галицького князя Ярослава Осмомисла. Одруження відбулося в 1167 році. Від неї відмовилися в 1168 році.